# Ніколо-Александрівка
Ніколо-Александрівка (рос. Николо-Александровка) — село у Октябрському районі Амурської області Російської Федерації. Розташоване на території українського історичного та етнічного краю Зелений Клин.
Входить до складу муніципального утворення Ніколо-Александровська сільрада. Населення становить 503 особи (2018).

## Історія
З 20 жовтня 1932 року входить до складу новоутвореної Амурської області.
З 1 січня 2006 року органом місцевого самоврядування є Ніколо-Александровська сільрада.

## Населення
| 2002 | 2010 | 2012 | 2013 | 2014 | 2015 | 2016 |
| ---- | ---- | ---- | ---- | ---- | ---- | ---- |
| 690  | ↘565 | ↘553 | ↘544 | ↘529 | ↘528 | ↘517 |
| 2017 | 2018 |      |      |      |      |      |
| ↘511 | ↘503 |      |      |      |      |      |